# NGC 5717
NGC 5717 ist eine 14,8 mag helle Galaxie vom Hubble-Typ S? im Sternbild Bärenhüter.
Sie wurde am 26. April 1830 von John Herschel entdeckt.